# Gaius Julius Caesar Strabo
Gaius Julius Caesar Strabo (ca. 140 v. Chr. – Pisae, 85 v. Chr.) was een Romeins senator, proconsul in Asia, aanhanger van zijn zwager Gaius Marius en de vader van Julius Caesar, de latere dictator van Rome.
Caesar was getrouwd met Aurelia Cotta. Samen hadden zij twee dochters: Julia Caesaris minor en Julia Caesaris maior en een zoon, Julius Caesar, geboren in 100 v.Chr. Hij was de broer van Sextus Julius Caesar, die consul was in 91 v.Chr.
Het verloop van Caesars loopbaan, de zogeheten cursus honorum, is bekend. Afgaande op twee elogia die opgericht zijn in Rome lang na zijn dood, was Caesar een commissaris in de kolonie in Cercina, krijgstribuun, quaestor, pretor en proconsul in Asia. Over de specifieke datering van zijn verschillende functies bestaat verschil van mening. Broughton dateerde het pretorschap in 92 v.Chr., met het quaestorschap vallend aan het begin van de jaren 90. Brennan heeft zijn pretorschap juist aan het begin van het decennium gedateerd.
Caesar stierf plotseling op een morgen in 85 v.Chr. te Rome, terwijl hij zijn schoenen aan het aandoen was. Een andere Caesar was op dezelfde manier gestorven in Pisa. Zijn vader had Caesar het grootste deel van zijn landgoed nagelaten, maar nadat de factie van Marius was verslagen in de burgeroorlog van de jaren 80 voor Christus, werd deze erfenis in beslag genomen door de dictator Sulla.